# Noli de Castro
Manuel Leuterio de Castro Jr., detto Noli (Pola, 6 luglio 1949), è un giornalista e politico filippino, 12º vicepresidente delle Filippine dal 2004 al 2010 durante l'amministrazione di Gloria Macapagal-Arroyo.